# Mykola Kornylovych Pymonenko
Mykola Kornylovych Pymonenko (tiếng Ukraina: Микола Корнилович Пимоненко; 9 tháng 3 năm 1862 – 8 tháng 4 [lịch cũ 26 tháng 3] 1912) là một họa sĩ hiện thực người Ukraina sống và làm việc tại Kyiv. Một trong những học trò của ông là Kazimir Malevich, những tác phẩm đầu tay của Malevich chịu ảnh hưởng của Pymonenko.
Ông nổi tiếng nhất với các tác phẩm phong cảnh thể loại thành thị và nông thôn với nông dân, dân quê và tầng lớp lao động.

## Tiểu sử
Mykola Kornylovych Pymonenko sinh ngày 9 tháng 3 năm 1862 tại làng Priorka ở ngoại ô Kyiv. Cha của ông là một họa sĩ vẽ biểu tượng bậc thầy người gốc Ukraina. Sau khi làm trợ lý cho cha mình, Pymonenko tiếp tục theo học vẽ tranh biểu tượng tại Kyiv Pechersk Lavra.
Năm 1876, tác phẩm của Pymonenko đã được một trong những người sáng lập Trường Nghệ thuật Kyiv là Mykola Murashko nhìn thấy. Ông rất ấn tượng với người nghệ sĩ trẻ này và đã vận động những người tài trợ cho trường cho phép ông được học miễn phí ở đó. Hai năm sau, Pymonenko đăng ký vào trường, tại đây ông làm việc với các họa sĩ Khariton Platonov, Murashko và một số người khác. Ông học ở đó cho đến năm 1882. Sau khi bài thi của ông được gửi đến Học viện Nghệ thuật Hoàng gia Nga ở Saint Petersburg vào năm 1881, ông đã nhận được giấy phép giảng dạy môn vẽ ở cấp trung học cơ sở và có thể tham gia các lớp học dự thính tại Học viện. Ông kết hôn với con gái của Vladimir Orlovsky, một trong những người hướng dẫn của ông.
Từ năm 1882 đến năm 1884 Pymonenko học tại Học viện Nghệ thuật St. Petersburg. Khoảng thời gian đó sức khỏe của ông không tốt (có thể do bệnh lao) và thiếu tiền nên ông phải quay trở lại Kyiv, tại đây ông tìm được việc làm giáo viên dạy mỹ thuật tại một trường tư. Sau khi trường đóng cửa vào năm 1901, ông chuyển đến Học viện Bách khoa Kyiv của Hoàng đế Alexander II. Từ năm 1906, ông giảng dạy tại Trường Nghệ thuật Kyiv, Kazimir Malevich là một trong những học trò đáng chú ý nhất của ông.

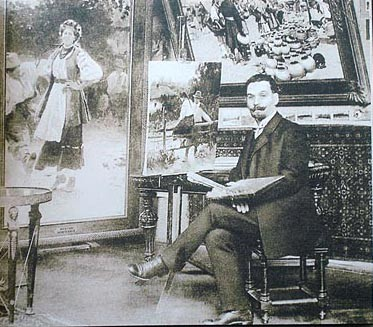
Pymonenko tại phòng làm việc

Năm 1897, Pymonenko tham gia trang trí Nhà thờ St Volodymyr ở Kyiv và được trao tặng Huân chương Thánh Anne cho công trình của ông tại đây. Từ năm 1893, ông là thành viên của Peredvizhniki, và vào năm 1899, ông trở thành thành viên chính thức của nhóm và được phong là 'học giả' vào năm 1904. Ông đã giành được huy chương vàng tại Salon năm 1909 cho bức tranh Hopak được trưng bày, hiện đang ở Bảo tàng Louvre. Ngoài Bảo tàng Louvre, tác phẩm của Pymonenko cũng được quan tâm ở Đức. Vào năm 1904, một trong những bảo tàng ở Munich đã mua lại bức tranh "Thứ năm tuần thánh". Bảo tàng Nghệ thuật Quốc gia hiện có bản sao bức tranh nhỏ hơn của tác giả được vẽ vào cuối những năm 1900.
Pymonenko mất năm 1912 sau một thời gian ngắn lâm bệnh. Ông được chôn cất tại Nghĩa trang Lukyanivka. Cuộc triển lãm tổ chức năm 1913 tại Học viện Nghệ thuật sau khi ông mất đã trưng bày 184 bức tranh, 419 bản phác thảo và 112 bức vẽ chì của ông. Một con phố được đặt theo tên ông vào năm 1959, và vào năm 1997, một bảo tàng dành riêng cho ông đã được mở tại Malyutyanka, một ngôi làng mà ông thường xuyên ghé thăm mỗi năm. Một số tác phẩm của ông có các phiên bản thay thế, được vẽ cách nhau nhiều năm.

## Danh tiếng
Pymonenko mất đi sự ủng hộ của Peredvizhniki khi một trong những bức tranh của ông, Going Home, được Công ty Shustov Vodka sử dụng (dường như là không có sự cho phép của ông) để quảng cáo cho sản phẩm spotykach của họ (một loại horilka). Ông bị cáo buộc là đã trở nên "bị tha hóa" và buộc phải kiện công ty để xóa hình ảnh đó.
Năm 1905, Pymonenko phàn nàn với người bạn Lazarevsky: "Họ (người Ukraina) nói rằng tôi là kẻ phản bội, rằng tôi không yêu quê hương mình, rằng tôi không cống hiến những gì cần thiết, rằng những chủ đề của tôi nhạt nhẽo, nhưng tất cả những điều đó đều không đúng, không đúng sự thật". Rõ ràng từ những lời đó, Pymonenko đã bị đối xử bất công với tư cách là một công dân, nhưng ông lại được các nhà phê bình ca ngợi là một nghệ sĩ. Pymonenko là sợi dây liên kết thực sự giữa hội họa của Shevchenko và Trutovsky.

## Tác phẩm

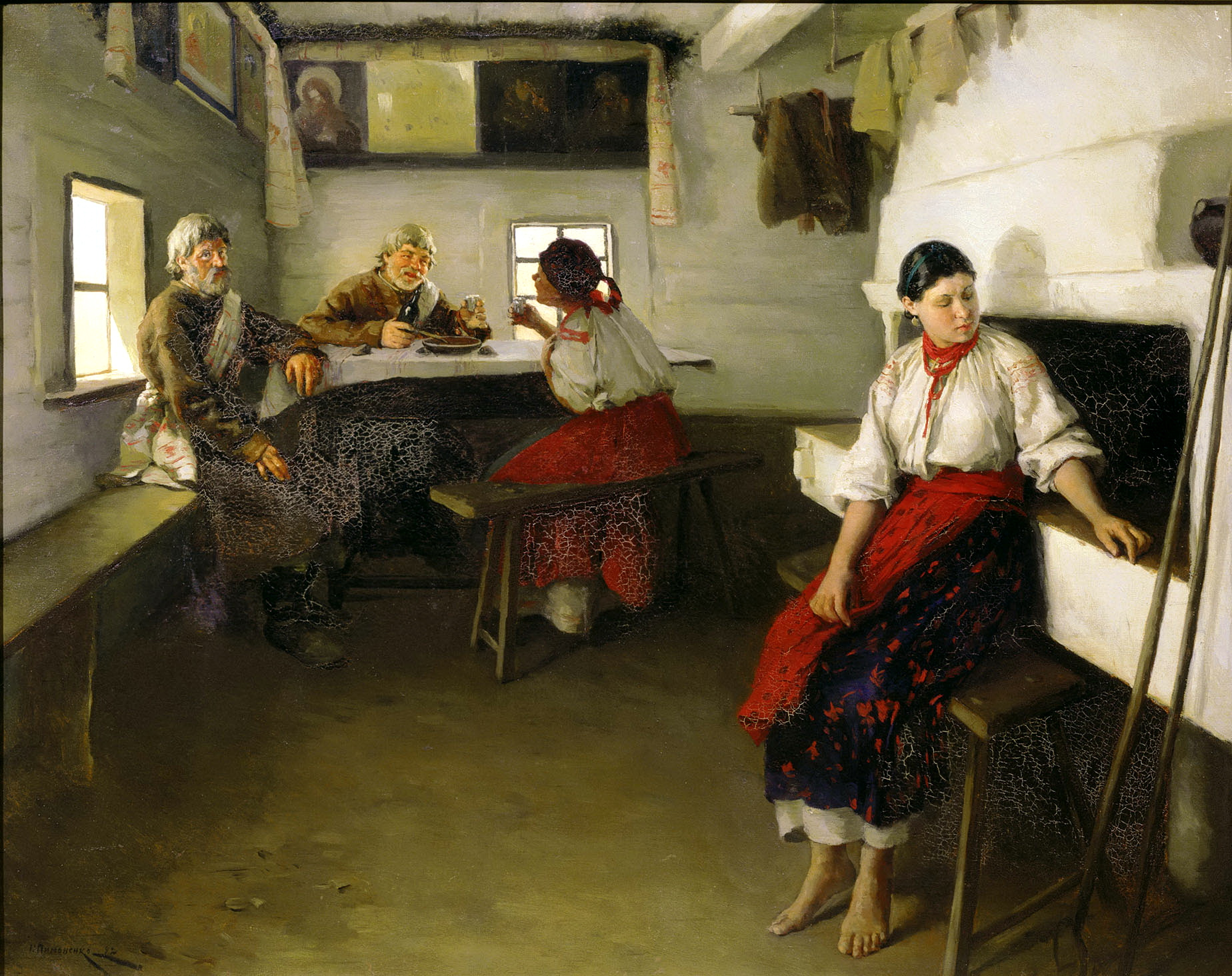
Matchmakers (1882), Kovalenko Krasnodar Regional Art Museum [uk]
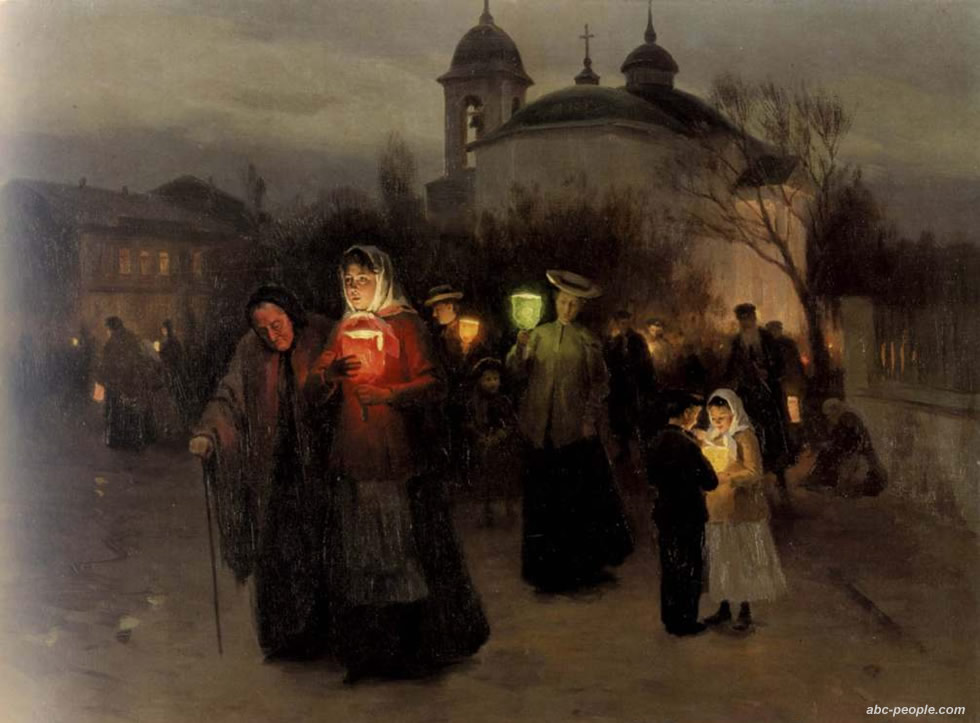
Maundy Thursday (1887), Bảo tàng Nghệ thuật Quốc gia Ukraina
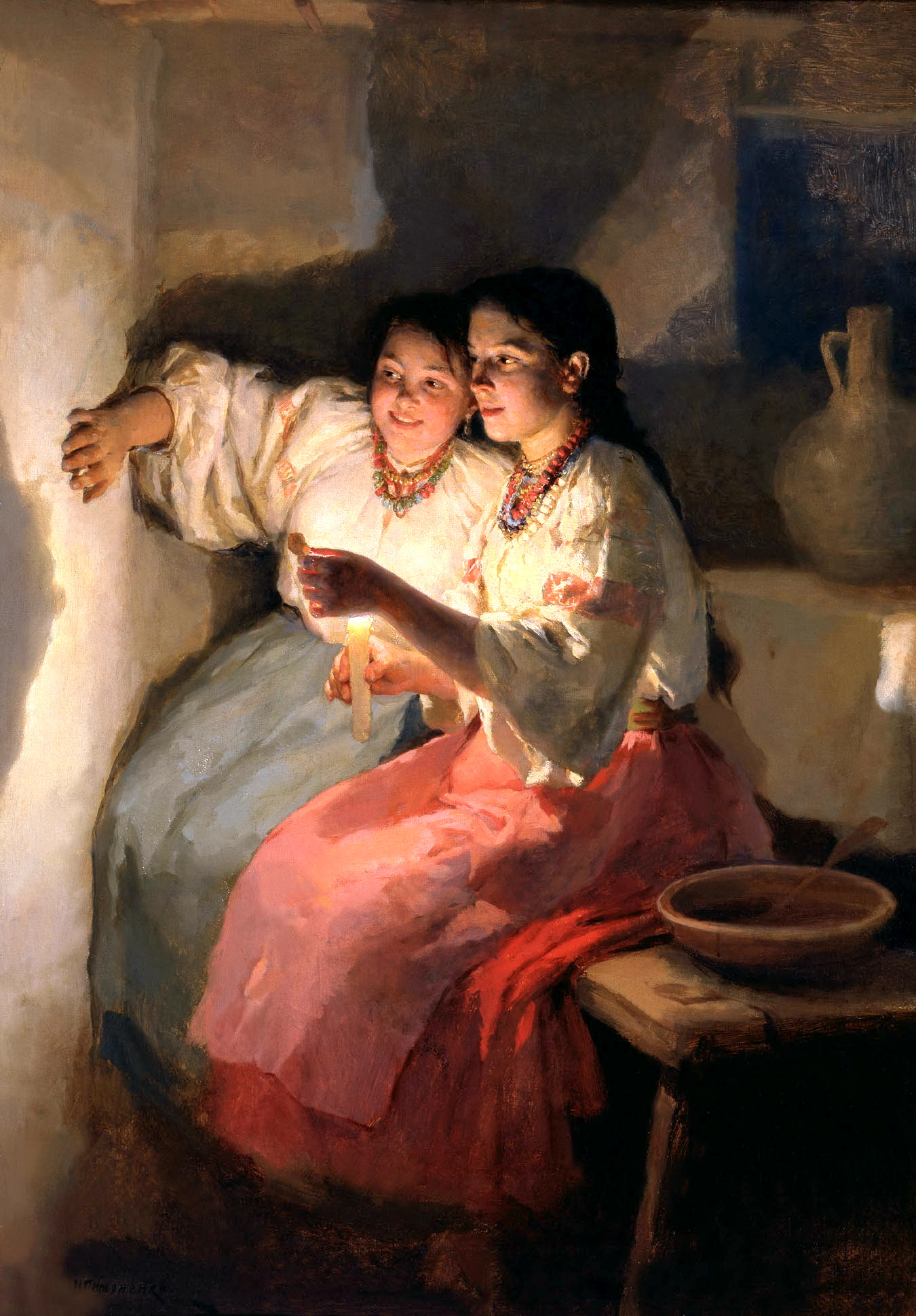
Yuletide Fortune Tellers (1888), Bảo tàng Nga
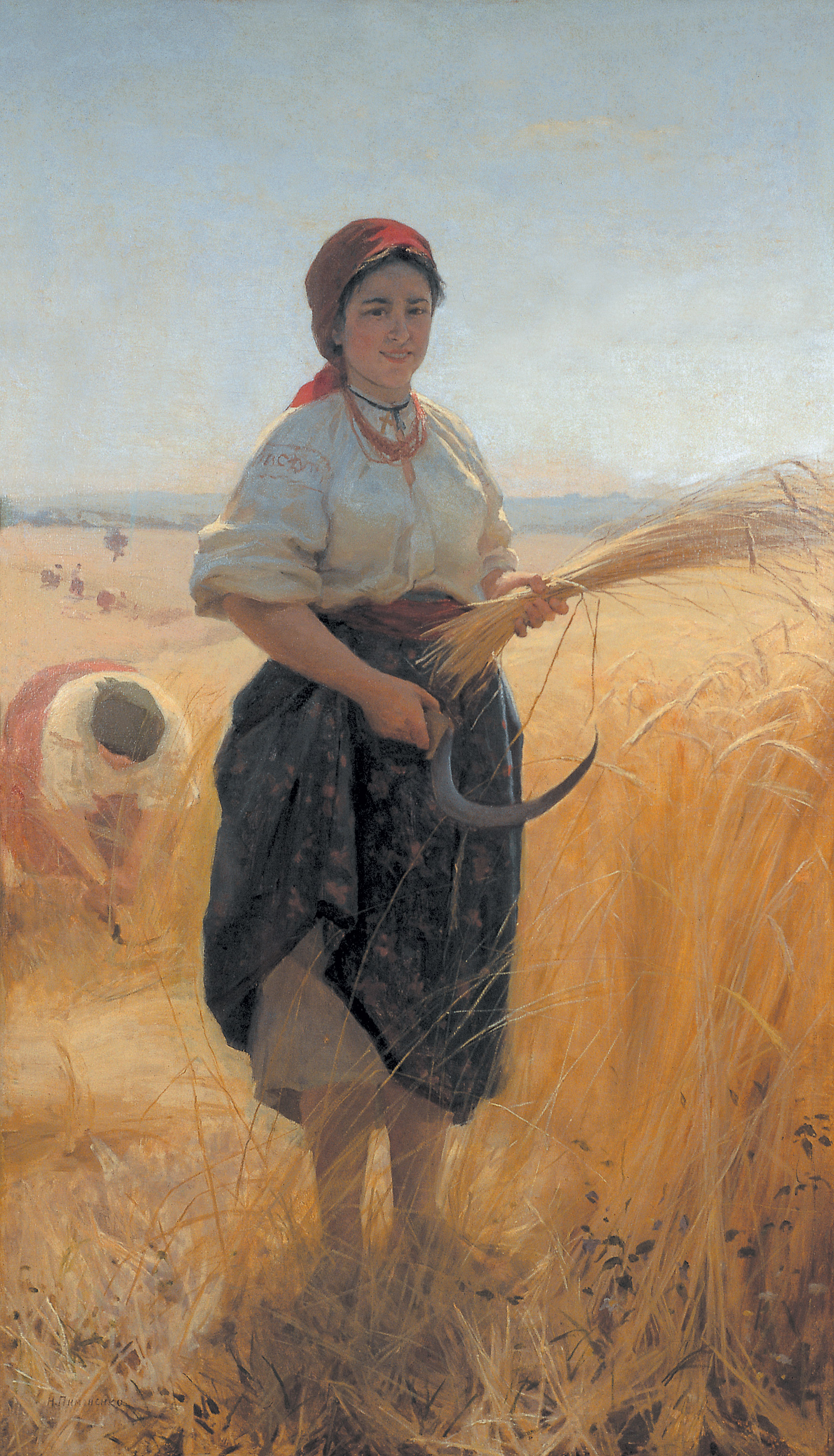
The Reaper (1889), Bảo tàng Nghệ thuật Quốc gia Ukraina
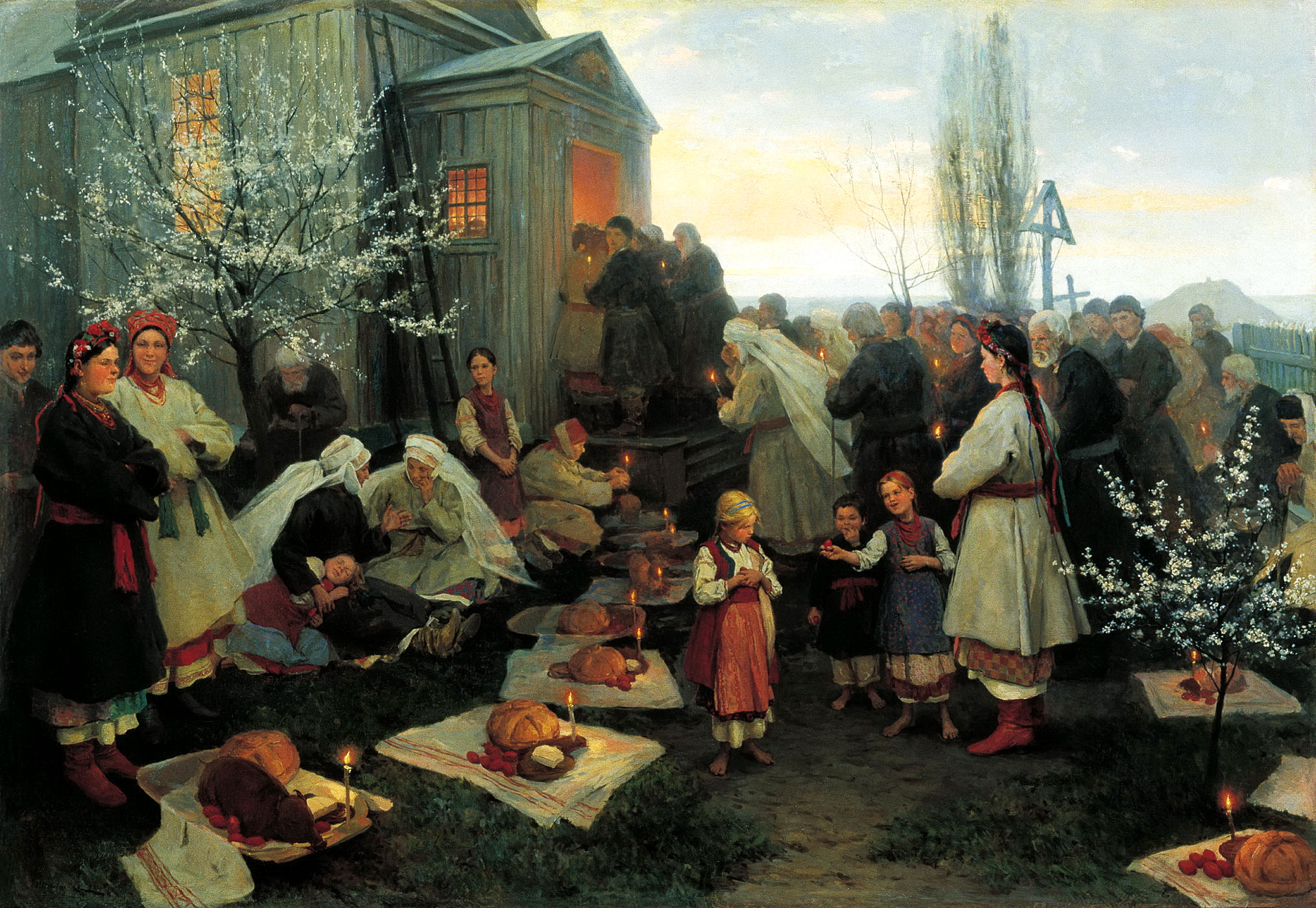
Easter Matins (1891), Rybinsk Museum-Preserve [ru]
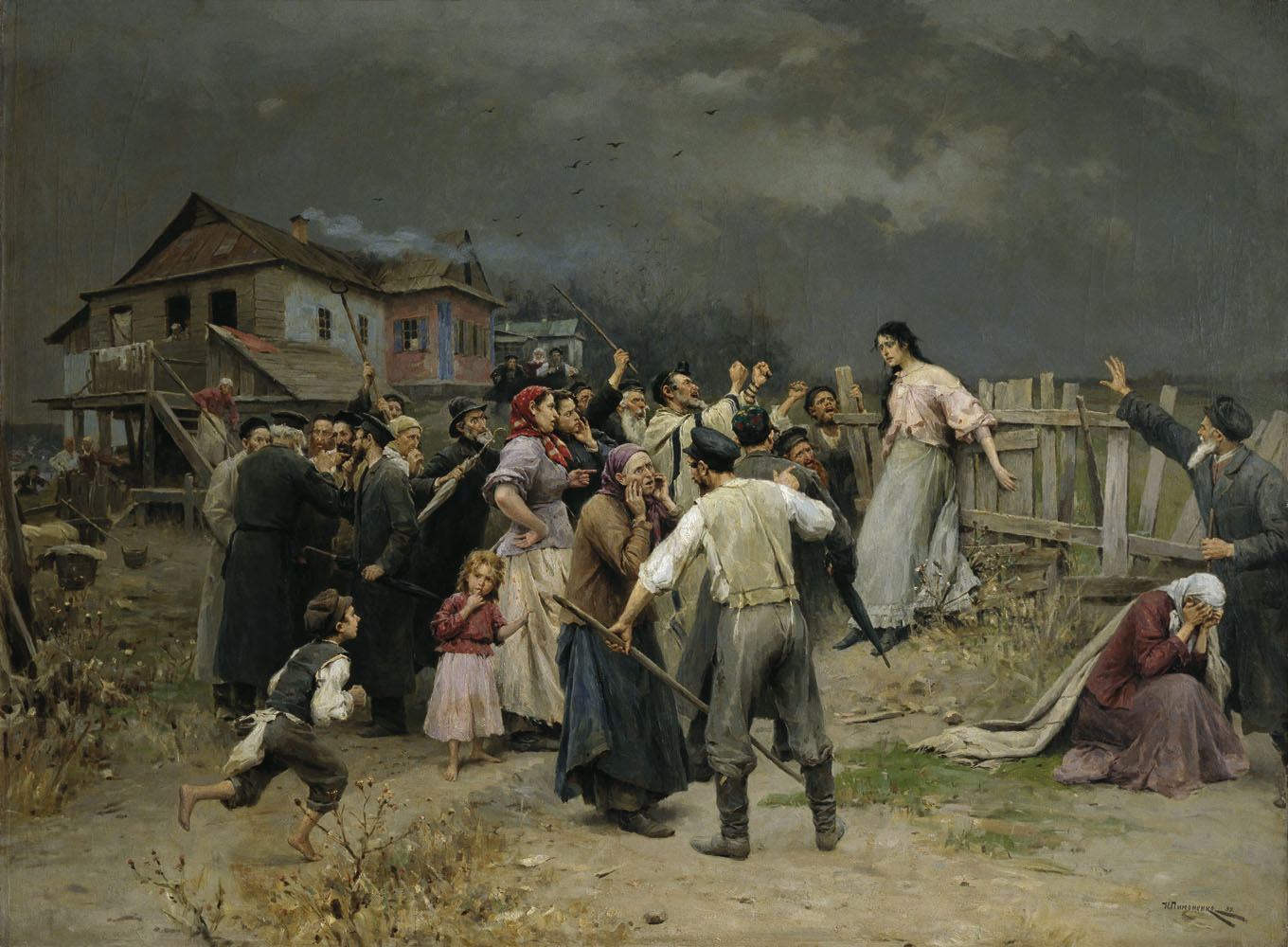
A victim of fanaticism (k. 1899), Fine Arts Museum Kharkiv
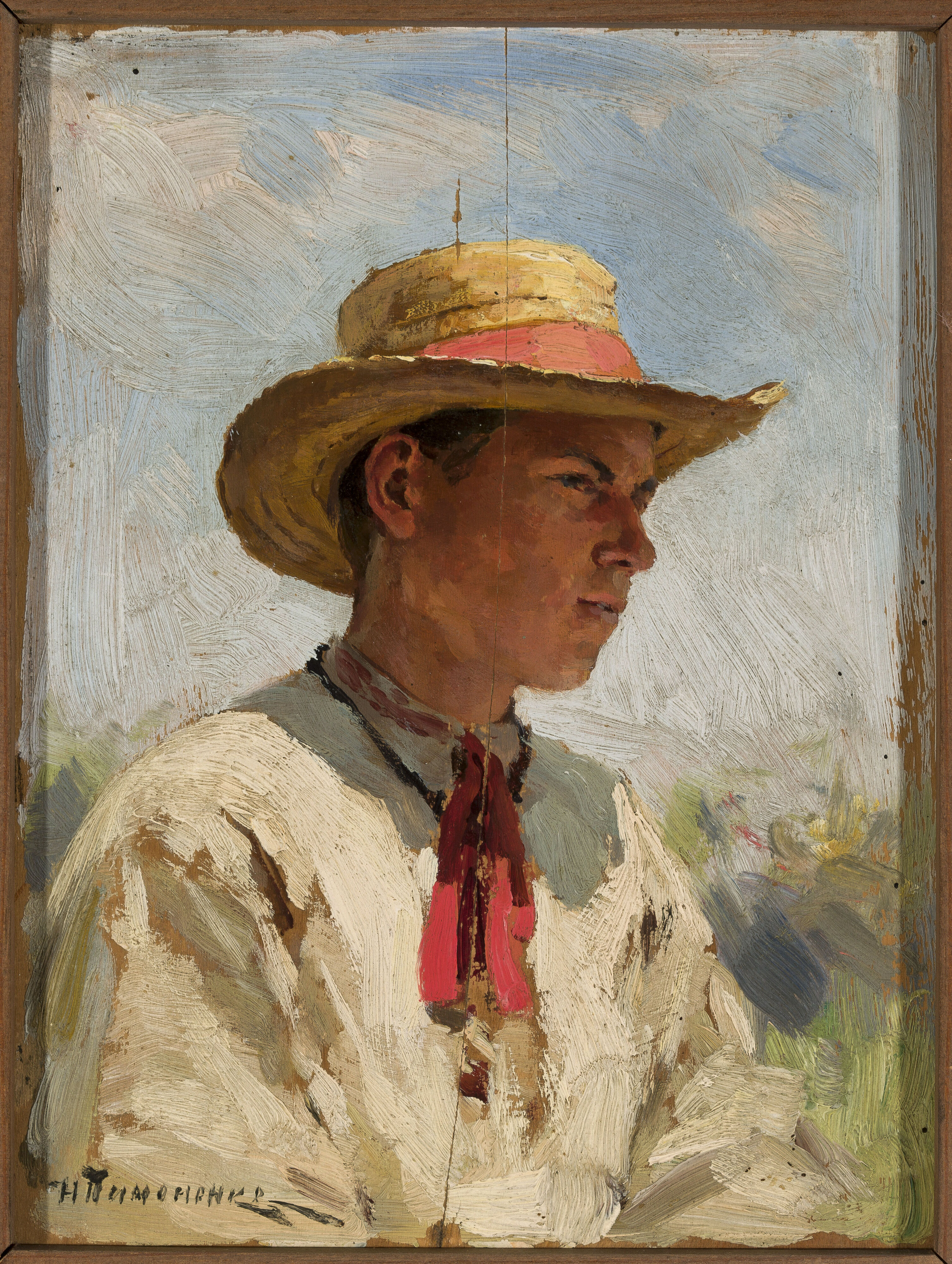
Study of a young boy in a straw hat (1905 – 1906), Bảo tàng quốc gia Warszawa
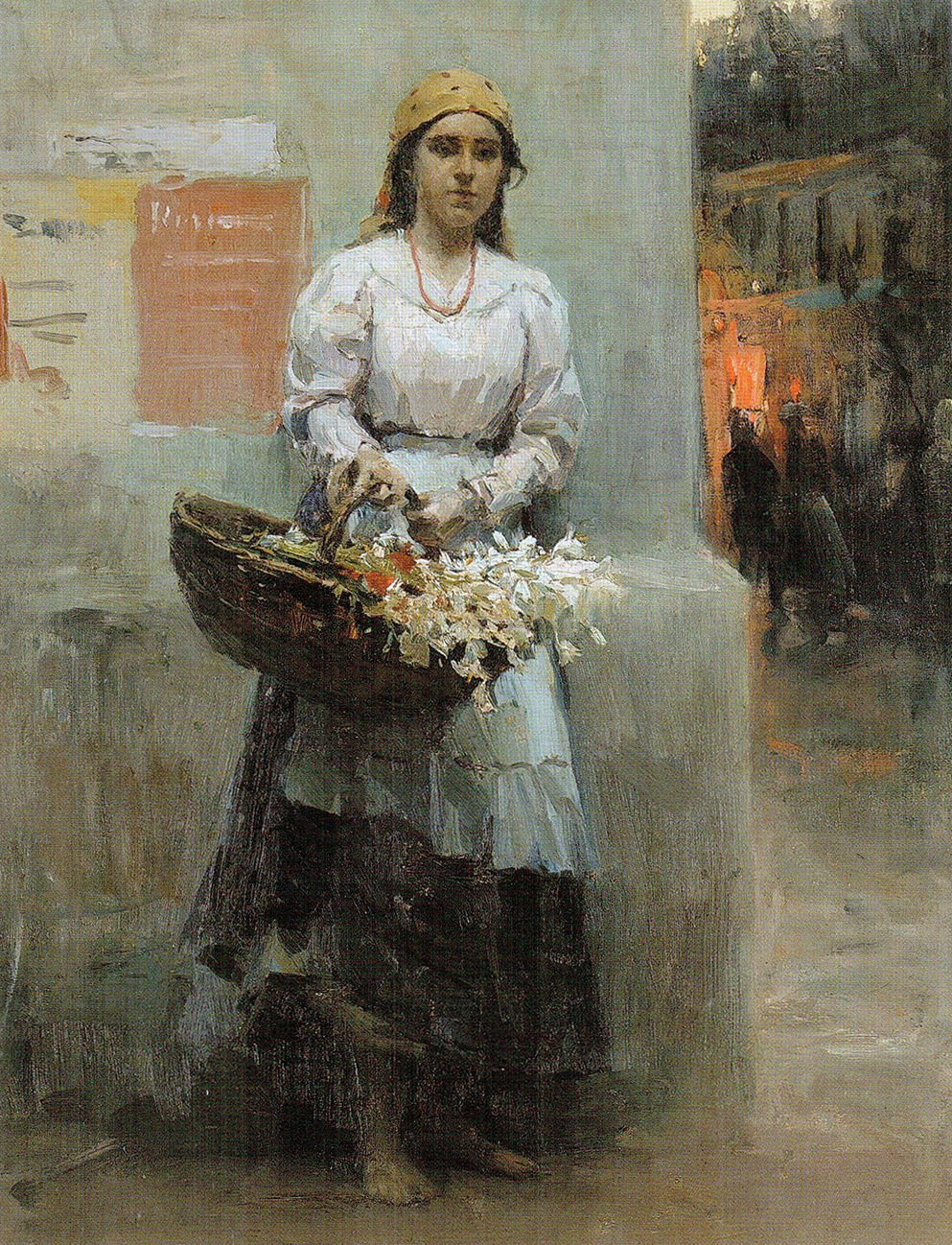
Flower Girl (1908), Bảo tàng Nghệ thuật Quốc gia Ukraina
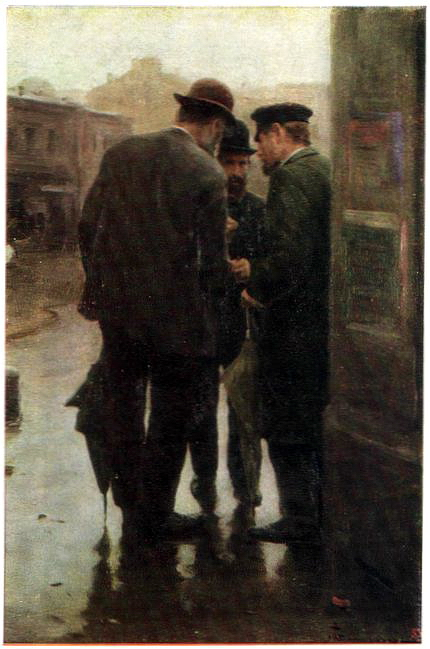
A Conversation (trước năm 1912), The Kostroma State Historical, Architectural & Arts Museum Reserve [ru]